# 10947 Kaiserstuhl
10947 Kaiserstuhl (2061 P-L) là một tiểu hành tinh vành đai chính. Nó được đặt tên cho Kaiserstuhl.